# Peyerimhoffia menzeli
Peyerimhoffia menzeli är en tvåvingeart som beskrevs av Pekka Vilkamaa och Heikki Hippa 2005. Peyerimhoffia menzeli ingår i släktet Peyerimhoffia, och familjen sorgmyggor. Arten är reproducerande i Sverige.